# Charles Eisler

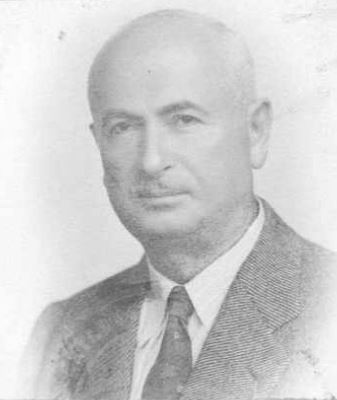
Charles Eisler (1951)

Charles Eisler (* 14. November 1884 in Österreich-Ungarn; † Oktober 1973 in East Orange, New Jersey) war ein ungarisch-US-amerikanischer Unternehmer.

## Kindheit und Jugend
Das zweite von neun Kindern des Adolph und der Helen Eisler lernte Mechanik und Maschinenbau. Mit 17 Jahren begann er eine Lehre in einer örtlichen Fabrik und wurde lizenziert für Dampfmaschinen und Hochdruckkessel. Mit dem Ziel, in die USA auszuwandern, ging er 1902 zunächst nach Eberswalde, nördlich von Berlin, wo er bei einer Gießerei als Kranführer arbeitete und dann als Werkzeugmacher zur AEG in Berlin. Im November 1904 kam er mit der Potsdam in New York City an und fand schnell Beschäftigung bei Westinghouse in East Pittsburgh. Ab 1907 war er Vorarbeiter der Werkzeugmacher bei der Studebaker Metzger Motor Company.
Im Frühjahr 1912 kehrte er nach Ungarn zurück, arbeitete als Werkzeugmacher bei der Standard Electric Company in Újpest und heiratete am 24. Dezember Frieda Schwartz († 1962), mit der er vier Kinder hatte: Charles Jr., Martha (Leff), Ruth (Forest) und Constanze (Smith).
1914 zog das Paar mit dem neugeborenen Charles Jr. wieder in die USA, wo er nun bei der Westinghouse Lamp Company in Bloomfield, New Jersey, Spezialmaschinen für die Glühlampenproduktion mit Wolfram-Glühfaden konstruierte und zum Chefingenieur aufstieg. 1918 schloss er sein Maschinenbaustudium an den International Correspondence Schools ab.

## Beruf und eigenes Unternehmen
1919 wechselte er zur von Max Ettinger gegründeten unabhängigen Lampenmanufaktur Save Electric Corporation in Brooklyn, New York. General Electric (GE), Westinghouse und RCA hatten ein Monopol auf moderne Glühlampen-Produktionsmaschinen und unabhängige Hersteller hatten Probleme, damit zu konkurrieren. Als GE 1920 die Save Electric aufkaufte, um sie vom Markt zu nehmen, verlor Eisler seine Arbeit.
Er gründete daraufhin seine eigene Eisler Engineering Company für Beratung und Ausrüstung der Produktion von elektrischen Lampen, Bildröhren, Radioröhren, Glasprodukten, Neonröhren, Schweißgeräten und Laborgeräten. Er eröffnete eine Werkstatt in der 15 Kirk Alley, Newark, New Jersey, und verdoppelte seine Belegschaft bis 1924. Als 1929 die Radioröhren-Produktion ihr Maximum erlangte, kam der Börsencrash, wodurch er eine 49%ige Beteiligung an die Firma von Frank Bonner verkaufen musste.
Im Juni 1933 organisierte er eine Gruppe unabhängiger Lampenhersteller in der Incandescent Lamp Manufacturer’s Association (ILMA), in der die Mitglieder ihre Ressourcen für Patentstreitigkeiten bündelten. Eisler war der drittgrößte Lieferant von Maschinen für die Glühlampenproduktion und die ILMA-Mitglieder bezogen den Großteil ihrer Ausrüstung von Eisler. Der Automatisierungsgrad und die Produktionsgeschwindigkeit reichte zwar nicht an die Maschinen von GE heran, sie waren aber auch deutlich günstiger. Zwischen 1923 und 1928 wurde Eisler Engineering mindestens viermal von GE wegen angeblicher Patentverletzung verklagt, gewann aber jeden Fall. Mehrere GE-Patente wurden für ungültig erklärt. Eislers stärkstes Verteidigungsmittel war ein Artikel, den er 1916 veröffentlicht hatte.
Sein Sohn Charles, der den Posten als Vizepräsident innehatte, wurde 1954 Präsident, als Eisler sich bis 1958 auf den Posten des Vorstandsvorsitzenden zurückzog. Sein Sohn verkaufte das Unternehmen in den späten 1970ern an die 1920 gegründete Kahle Engineering Company. Kahle, ursprünglich aus der Glas-Sparte, konzentrierte sich später auf die Herstellung medizinischer Geräte.
Charles Eisler erwarb ab 1916 57 US-Patente zur Massenproduktion von Glasartikeln. 1951 erhielt er einen Ehrendoktor des Bloomfield College in New Jersey und 1952 wurde er zum Mitglied der American Society of Mechanical Engineers gewählt.

## Veröffentlichungen
- The Million-dollar Bend: The Autobiography of the Benefactor of the Radio Tube and Lamp Industry. New York : William-Frederick Press, 1960